# Atmosfärsbromsning

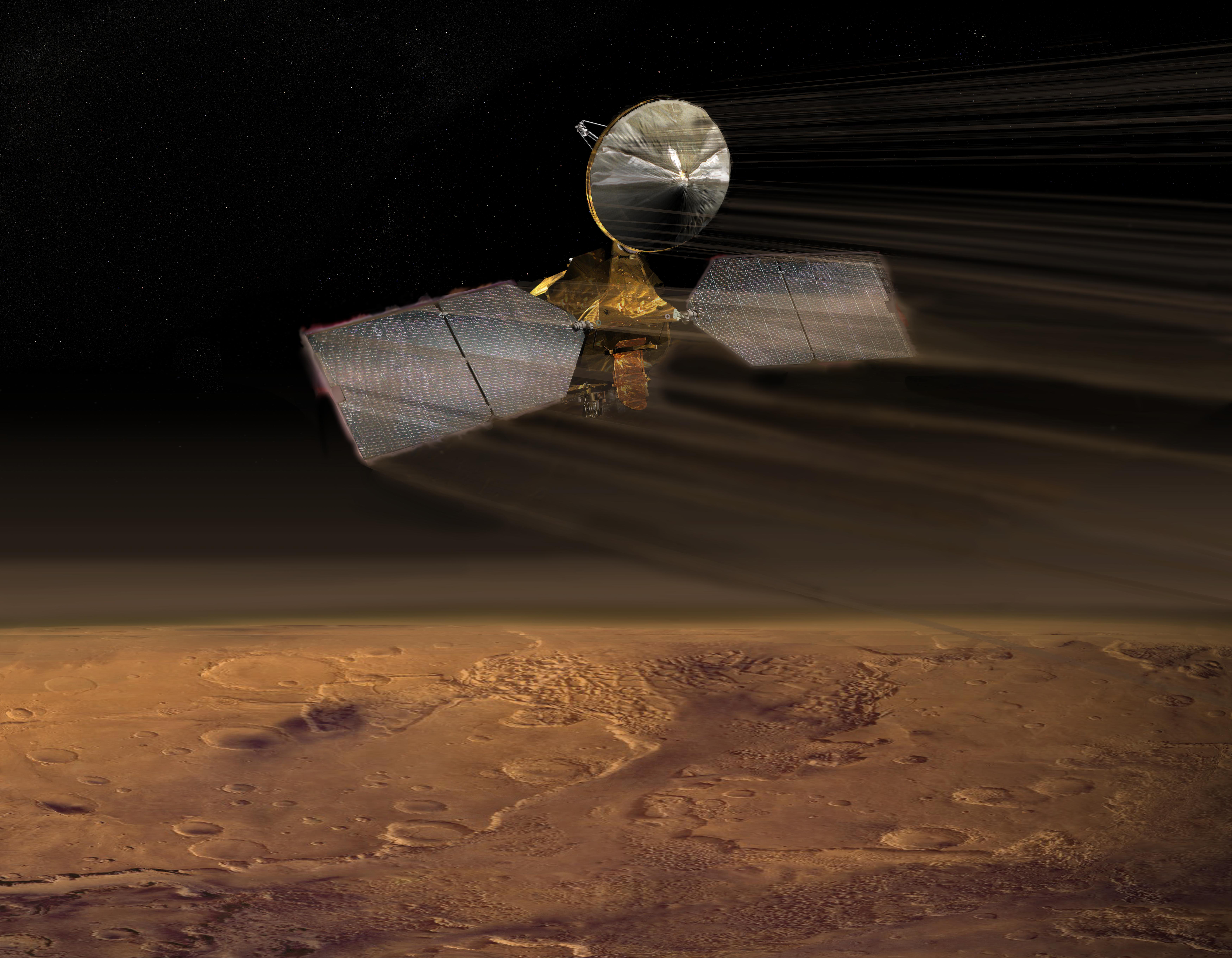
En illustration av hur Mars Reconnaissance Orbiter bromsas i Mars atmosfär.

Tänkt bankorrigering för Mars Climate Orbiter. Sonden förstördes i Mars atmosfär.

Atmosfärsbromsning innebär att hastigheten på en rymdfarkost eller rymdsond minskas genom att passera en planets övre atmosfär.
När en rymdsond anländer till en planet måste den minska sin hastighet för att nå omloppsbana eller landa. Med hjälp av raketmotorer minskas hastigheten så att farkosten kommer in i en kraftigt elliptisk bana. Därefter anpassas omloppsbanan så att dess lägsta punkt periapsis går igenom planetens atmosfär. Genom upprepade atmosfärspassager justeras banan till en lägre. Banans högsta punkt apoapsis sänks för varje atmosfärspassage, medan lägsta punkten periapsis förblir närmast oförändrad.
Tack vare denna metod minskar behovet av raketbränsle och man kan minska totalvikten på en rymdfarkost som sänds upp.